# Camputers Lynx
El Lynx fue un ordenador doméstico británico de 8 bits lanzado a principios de 1983 por la compañía Camputers y diseñado por John Shireff. Se lanzaron en total tres modelos :
- Lynx 48
- Lynx 96
- Lynx 128

## Datos técnicos
- CPU Zilog Z80A, a 4 MHz
- ROM 16 kibibytes en dos EPROMs 2764 de 8 KiB cada una y un tercer banco vacío en el 48. El resto de modelos tienen una tercera EPROM con ampliaciones del BASIC, con efectos sonoros como LASER o CLAXON. Con la particularidad de que, ocupando solo 4 KiB está duplicado en la EPROM por oscuros fines.
- RAM 48 KiB en el Lynx 48, ampliables a 256 KiB (192 KiB con solo expansiones internas) mediante técnicas de banqueo de memoria. Para ello se dividen los 64 KiB direccionables por el Z80 en 8 bancos de 8 KiB. 32 KiB se dedican al framebuffer, accesible solo por la CPU usando métodos lentos.
- Caja : Alargada de 32 x 20 x 7 cm, en plástico gris y 2 kilogramos de peso. Todos los conectores en la parte trasera : 
  - Salida de TV UHF
  - Salida RGB de 5 pines
  - Salida de video monocromo y entrada de lápiz óptico de 5 pines. Rotulada LP
  - Puerto Serie RS-232 con conector DIN-5
  - Interfaz de casete DIN-7
  - Puerto de expansión con conector de cinta plana, usado principalmente por la interfaz de disco
  - Entrada de la fuente de alimentación externa
- Teclado QWERTY de 57 teclas grises en 4 hileras + espaciadora. Teclas alfanuméricas rotuladas en blanco, teclas especiales rotuladas en rojo. en el lado izquierdo, ESC; CONTROL; cursor arriba, cursor abajo; SHIFT LOCK y SHIFT. En el lateral derecho BREAK; DELETE; cursor izquierda, cursor derecha; SHIFT y RETURN. Teclado de buena calidad, pero la inusual localización de RETURN en la esquina inferior derecha dificulta su uso.
- Pantalla Controlada por una GPU Motorola 6845. 8 colores disponibles. Cada píxel es de color independiente del resto. Por desgracia, para modificar un píxel hay que escribir en 3 bytes (Rojo, Verde y Azul), lo que lo hace muy lento. El modo de display es planar. En realidad no hay tres sino cuatro planos : rojo, verde, azul y verde alternativo. Por si fuera poco, los tres planos no pueden mapearse al mismo tiempo lo que provoca que por cada pixel se realicen dos intercambios de bancos. Por eso, no tiene scroll (simplemente, limpia toda la pantalla y vuelve a redibujarla), a menos que el programador recurra al código máquina y la programación a bajo nivel del Motorola 6845. Pero incluso esto es complicado porque el scroll del 6845 se hace con una granularidad de 8x4 píxeles y el Lynx tienen una matriz de caracteres de 6x10. La resolución de texto es por ello de 40x24x8. En realidad es de 42x24, pero la máquina no utiliza las columnas de cada extremo para texto y no usa con perfección la resolución de la pantalla debido a su inusual tamaño de matriz de caracteres. De acuerdo con las especificaciones del 6845, los 127 caracteres ASCII pueden ser redefinidos. El BASIC tiene un buen soporte de gráficos. Dispone de los siguientes modos:
  - 256 x 248, 8 colores
  - 40 x 24, 8 colores

- Sonido Altavoz interno, DAC de 6 bits controlado por la CPU. 64 posibles niveles de volumen. Mediante la sentencia SOUND, puede enviarse desde BASIC cualquier zona de la memoria al altavoz, algo muy avanzado para entonces
- Soporte
  - Casete a 2400 bit/s
  - Mediante la interfaz de disco, acceso hasta 4 unidades de disquete, con formato CP/M de 250 kB
- Entrada/Salida  El chip Intersil LM64021 (un chip raramente usado, compatible con el más común Motorola 6821) se encarga de gestionar casi todos los puertos de entrada/salida
  - Modulador de TV UHF PAL
  - Bus de Expansión
  - Conector de Vídeo compuesto.
  - Conector RGB
  - Interfaz de casete
  - Puerto RS-232

## Ampliaciones
- Interfaz de Joystick: para un Joystick Atari
- Interfaz de impresora Centronics: proporciona un puerto de conector de cinta plana de 26 pines + cable para conectar a una impresora paralelo estándar
- Interfaz de disco: permite conectar 1 a 4 unidades de 5,25. En los modelos mayores, ejecutar CP/M 2.2
- Unidad externa de disco
- Pack de impresora serie: trae un cable de conexión (en ambos lados con tomas redondas) y un driver de impresora serie en cinta
- Ampliaciones de memoria: el Lynx 96 tiene la misma placa que el 48 pero han sustituido en un banco de 16 KiB los chips (8x4116) por chips de mayor capacidad (8x4164), transformándolo en 64 KiB, y añadido una placa hija de 16 KiB. El 128 tiene una placa madre nueva, también ampliable mediante placa hija.

## Historia
La máquina era realmente avanzada para su tiempo, pero el precio era elevado, £225 para 48 KiB, £299 para 96 KiB y £345 para 128 KiB, comparado a sus competidores el ZX Spectrum de Sinclair y el Oric 1, y la carencia de software (debido, entre otras cosas a su lento display) fueron probablemente la razón de su corta vida. 
El Lynx BASIC es muy avanzado comparado con los otros competidores, con estructuras REPEAT-UNTIL y WHILE-WEND, sangría automática de los procedimientos (procedures). Sus posibilidades gráficas son excelentes con un buen soporte en comandos BASIC... para una pantalla lenta que requiere recurrir al lenguaje ensamblador. Sus variables de cadena son cortas (lo que mata el desarrollo de aplicaciones en texto). Soporta números en coma flotante, pero no enteros, empleándolos hasta para numerar las líneas del programa en BASIC (siempre puedes meter entre la línea 10 y la 11 una línea 10.001 :) pero ocupan más espacio en memoria que un entero.
Se vende en Inglaterra (20-30% de las ventas), Francia, España y Grecia. En España el modelo de 48 KiB hace una fugaz aparición por un par de tiendas para desaparecer por completo. Se calcula en unos 30.000 el total de máquinas vendidas de los 3 modelos.
Camputers deja los negocios en 1984. Varias compañías se interesan en comprarla y en noviembre de 1984, Anston Technology lo hace. Se planea un relanzamiento pero nunca se lleva a cabo, y en junio de 1986 Anston vende todo (Hardware, derechos de diseño y cientos de casetes) al National Lynx User Group. El club de usuarios planea producir un Super-Lynx pero está demasiado ocupado proporcionado piezas e información técnica (publica cuatro fanzines) a los usuarios de los modelos existente, y el proyecto nunca se lleva a cabo.

## Fuente
- El Museo de los 8 Bits

## Emuladores
- CamLynx escrito por Paul Robson (su página oficial está de baja, pero puede conseguirse en ese enlace de Emu-France)
- PALE emulador con soporte de discos CP/M reales